# Chrocus
Den Namen Chrocus (auch Crocus und Krokus) trugen zwei alamannische Fürsten im 3. und 4. Jahrhundert.
Ein Alamanne namens Crocus wird im Jahr 306 erwähnt und soll in Eboracum (York) in Britannien bei der Erhebung Konstantins zum Kaiser nicht unerheblich beteiligt gewesen sein. In der um 400 entstandenen Epitome de Caesaribus wird berichtet:
„Nach seinem Tod [des Constantius] übernahm er [Konstantin] die Herrschaft auf Betreiben aller Anwesenden, aber insbesondere des Crocus, eines Königs der Alamannen, der Constantius begleitet hatte, um ihm Hilfe zu leisten.“
Crocus hatte zuvor vielleicht die Königswürde bekleidet, diese aber zugunsten eines römischen Truppenkommandos aufgegeben. Zumindest scheint er über nicht unerhebliche militärische Mittel verfügt zu haben. Möglicherweise sollte mit dem Hinweis der Beteiligung eines „Barbaren“ an der Kaisererhebung Konstantins dieser aber auch, wenngleich indirekt, kritisiert werden.
Ein anderer Anführer der Alamannen namens Chrocus wird von dem Bischof und Geschichtsschreiber Gregor von Tours erwähnt. Unter diesem Chrocus sollen die Alamannen, die um 259 den Limes überwanden, bis nach Clermont vorgedrungen sein, wo sie den Tempel des Vasso Galate plünderten. Bei Arelate (Arles) wurde dieser Chrocus dann gefangengesetzt und hingerichtet. Gregor schrieb diesen Teil seines Werks um 575, also lange nach den geschilderten Ereignissen. Da er sich auf teils gute Quellen stützte (u. a. Sulpicius Alexander und Renatus Profuturus Frigeridus), wird an der Existenz dieses Alamannenfürsten in der Regel nicht gezweifelt.
Die Erwähnung eines anderen Crocus in der Fredegarchronik (2,60) ist als ahistorisch anzusehen.